# Trouble de la personnalité paranoïaque
 Mise en garde médicale
Le trouble  paranoïaque est un trouble mental caractérisé par une paranoïa et une méfiance envahissante à long terme des autres. Les individus souffrant de ce trouble de la personnalité peuvent être hypersensibles. Ils pensent être menacés et tentent de chercher tout signe de cette menace.
Classiquement ce trouble fait partie des troubles de la personnalité, de la « pathologie du Moi » considéré « maître de son caractère », ce dernier étant « le style de réactivité de chacun de nous, l'organisation la plus élaborée et la manière d'être, résultat du conflit de nous-même ou du compromis trouvé (entre ce que nous sommes, ce que nous sommes devenus et ce que nous voulons être) ». Souvent le terme personnalité paranoïaque est utilisé à la place de celui du caractère paranoïaque. La tendance actuelle est de considérer qu'il existe un continuum allant de la normalité aux formes graves de paranoïa (délire paranoïaque) en passant par la personnalité paranoïaque et d'autres états (hypervigilance). Une personne bien portante peut, à certains moments, présenter de manière isolée de tels symptômes, qu'on pourra alors comprendre comme des défenses réactionnelles et labiles contre l'angoisse. Chez certaines personnes cependant, les traits de personnalité paranoïaque se rigidifient, s'installent de manière chronique et finissent par constituer une souffrance ou une gêne pour l'entourage. Il est alors question de trouble de la personnalité paranoïaque. Si un état délirant s'installe, on parle alors de paranoïa.

## Clinique du caractère paranoïaque

### Quatre traits fondamentaux
Le caractère paranoïaque est une forme du caractère formé et fixé de façon pathologique à un tempérament agressif associé au vécu d'une existence frustrée et revendicative.
Quatre traits fondamentaux peuvent être décrits :
- l'hypertrophie du moi ; c'est un trouble majeur de la paranoïa. Elle est considérée, par certains auteurs, comme le trouble princeps d'où découlent : la psychorigidité, obstination, intolérance, le mépris d'autrui et le fanatisme. Cette surestimation de soi entraîne l'orgueil ambitieux, la vanité, masqués parfois par une fausse modestie superficielle ;
- la méfiance ; elle prépare les sensations de persécution par autrui, les sentiments d'isolement. Le sujet se sent entouré d'un univers malveillant et envieux. Elle s'associe assez fréquemment à la susceptibilité, à la réticence et à l'hypervigilance ;
- fausseté du jugement ; elle est secondaire à la pensée paralogique. Elle se traduit par des interprétations fausses et un subjectivisme pathologique. Elle se fonde sur un système où domine un sentiment de persécution ou de grandeur. L'autocritique ou le doute est impossible, l'autoritarisme  et l'intolérance tyrannique vis-à-vis de l'opinion de l'entourage sont fréquents ;
- l'inadaptation sociale ; elle est la conséquence aussi bien des trois traits décrits ci-dessus que de l'incapacité du sujet à subir une discipline collective. On remarque chez ces sujets une tendance à l'isolement, l'égocentricité. Leur sociabilité est faible, malgré la présence de mouvements pseudo-altruistes. L'attitude globale est exaltée, rigide avec un comportement revendicatif, rancunier, quérulent. Le niveau intellectuel peut être bon ; autodidacte du fait de son isolement, la réussite sociale est parfois surprenante.

## DSM-IV
La personnalité paranoïaque implique la présence d'au moins quatre des sept symptômes suivants :
- le sujet s'attend, sans raison suffisante, à ce que les autres se servent de lui, lui nuisent ou le trompent ;
- il est préoccupé par des doutes injustifiés concernant la loyauté ou la fidélité de ses amis et collègues, d'une façon plus générale de son entourage ;
- il est réticent à se confier à autrui car il craint que sa confidence ne soit utilisée contre lui ;
- il discerne des significations cachées, humiliantes ou menaçantes, dans des événements anodins ;
- il est rancunier, ne pardonne pas d'être blessé, insulté ou dédaigné ;
- il s'imagine des attaques contre sa personne ou sa réputation, auxquelles il va réagir par la colère ou la rétorsion ;
- il met en doute de manière répétée et sans justification la fidélité de son conjoint.

Ces comportements ne doivent pas avoir lieu dans le cadre :
- d'un trouble émotionnel accompagné de manifestations psychotiques ou d'un autre trouble psychique ;
- d'un problème médical global.

Le trouble inclut des troubles paranoïaques généralisés de la personnalité, fanatique, quérulente et sensitive ; cependant, il exclut la schizophrénie.

## Caractéristiques psychopathologiques
Le comportement majeur de défense est un symptôme-clé. Il touche de nombreux domaines de la vie du sujet : la vie sociale, affective, professionnelle.
Le trouble de la personnalité paranoïaque constitue une forme a minima et un fond de développement de la paranoïa. On y trouve donc les formes atténuées des symptômes de celle-ci : hypertrophie du moi avec une surestimation de soi, notamment. Peu affectif, le patient se veut rationnel. Toutefois, on note la fausseté du jugement, une absence d'autocritique, un raisonnement se voulant logique mais s'appuyant sur des a priori partiaux, sortis de leur contexte global. On parle également de psychorigidité ou pensée psychorigide : le patient n'accepte aucun argument extérieur, qu'il soit positif ou négatif.
Méfiance et susceptibilité nourrissent l'attente d'être trompé par autrui. Cette attitude peut finalement entraîner directement la tromperie ou les cachotteries de la part de l'entourage qui, par retour, justifieront la méfiance... Le patient manque d'introspection, ne se remet que peu en cause, cache ses sentiments de peur que l'on s'en serve contre lui.

## Personnalité sensitive
C'est un type de personnalité paranoïaque marqué par un sens élevé des valeurs morales, l'orgueil (une haute estime de soi-même, qui conduit à se considérer comme jamais suffisamment reconnu à sa juste valeur), une hyperesthésie relationnelle entraînant une grande vulnérabilité dans les contacts sociaux, et une tendance à l'autocritique, à intérioriser douloureusement les échecs et une susceptibilité. On ne retrouve pas l'hypertrophie du moi, ni la quérulence présentes chez les autres personnalités paranoïaques.

## Traitements
Le trouble est relativement peu diagnostiqué et difficile à traiter : comme son homologue plus flagrant, il conduit le sujet à penser que lui se porte tout à fait bien, et que les autres sont responsables de son malheur. Le thérapeute doit exercer une prise en charge orientée vers la lutte contre le sentiment permanent d'insécurité, le développement de l'empathie, afin que le sujet sache mieux se mettre à la place des autres et adopter des points de vue différents et complexes.

## Évolution
La personnalité paranoïaque peut rester stable toute sa vie, mais elle constitue un terrain favorable au développement de troubles délirants (psychose paranoïaque), ou au délire de relations des sensitifs de Kretschmer (pour les personnalités sensitives).